# دينيس لونش
دينيس لونش (بالإنجليزية: Denis Lynch)‏ هو لاعب فروسية استعراضية ‏ أيرلندي، ولد في 3 مايو 1976 في مقاطعة تيبيراري في جمهورية أيرلندا.

## وصلات خارجية
- الموقع الرسمي
- دينيس لونش على موقع الاتحاد الدولي للفروسية (الإنجليزية)
- دينيس لونش على موقع FEI (رابط بديل) (الإنجليزية)
- دينيس لونش على موقع أوليمبيديا (الإنجليزية)